# Samatan (Gers)
Pour les articles homonymes, voir Samatan.
Samatan (Samatan en gascon) est une commune française située dans le département du Gers en région Occitanie. Sur le plan historique et culturel, la commune est dans le Savès, une petite province gasconne correspondant au cours moyen de la Save.
Exposée à un climat océanique altéré, elle est drainée par la Save, l'Aussoue, la Lieuze, l'Espienne, l'Esquinson, le ruisseau des tachouères et par divers autres petits cours d'eau. La commune possède un patrimoine naturel remarquable composé d'une zone naturelle d'intérêt écologique, faunistique et floristique.
Samatan est une commune rurale qui compte 2 478 habitants en 2022. Elle est dans l'unité urbaine de Samatan et fait partie de l'aire d'attraction de Toulouse. Ses habitants sont appelés les Samatanais ou  Samatanaises.
Le patrimoine architectural de la commune comprend deux  immeubles protégés au titre des monuments historiques : le château de Latour, inscrit en 1974 et classé en 1974, et la fontaine, inscrite en 1993.

## Géographie

### Localisation
Samatan est une commune située à 36 km au sud-est d'Auch et à 45 km au sud-ouest de Toulouse. Elle fait partie du Pays du Savès et du pays Portes de Gascogne.

### Communes limitrophes
Samatan est limitrophe de onze autres communes.
| Bézéril      | Noilhan           | Labastide-Savès     |
| Saint-Soulan | Samatan           | Pompiac, Nizas      |
| Montamat     | Lombez, Puylausic | Monblanc, Sauvimont |

### Géologie et relief
L’altitude varie de 320 m dans les coteaux du sud-ouest à 140 m au nord. Des collines, par temps clair, donnent une vue sur les Pyrénées, avec dans l’axe de la vallée, les pics de l'Aneto (sommet des Pyrénées : 3 404 m), l’Arbizon et du Midi de Bigorre. Le paysage harmonieux et varié, verdoyant, calme et tranquille, est parsemé de petits bois, bouquets d’arbres et fermes isolées, au milieu du damier des cultures[réf. nécessaire].
Samatan se situe en zone de sismicité 1 (sismicité très faible).

### Hydrographie

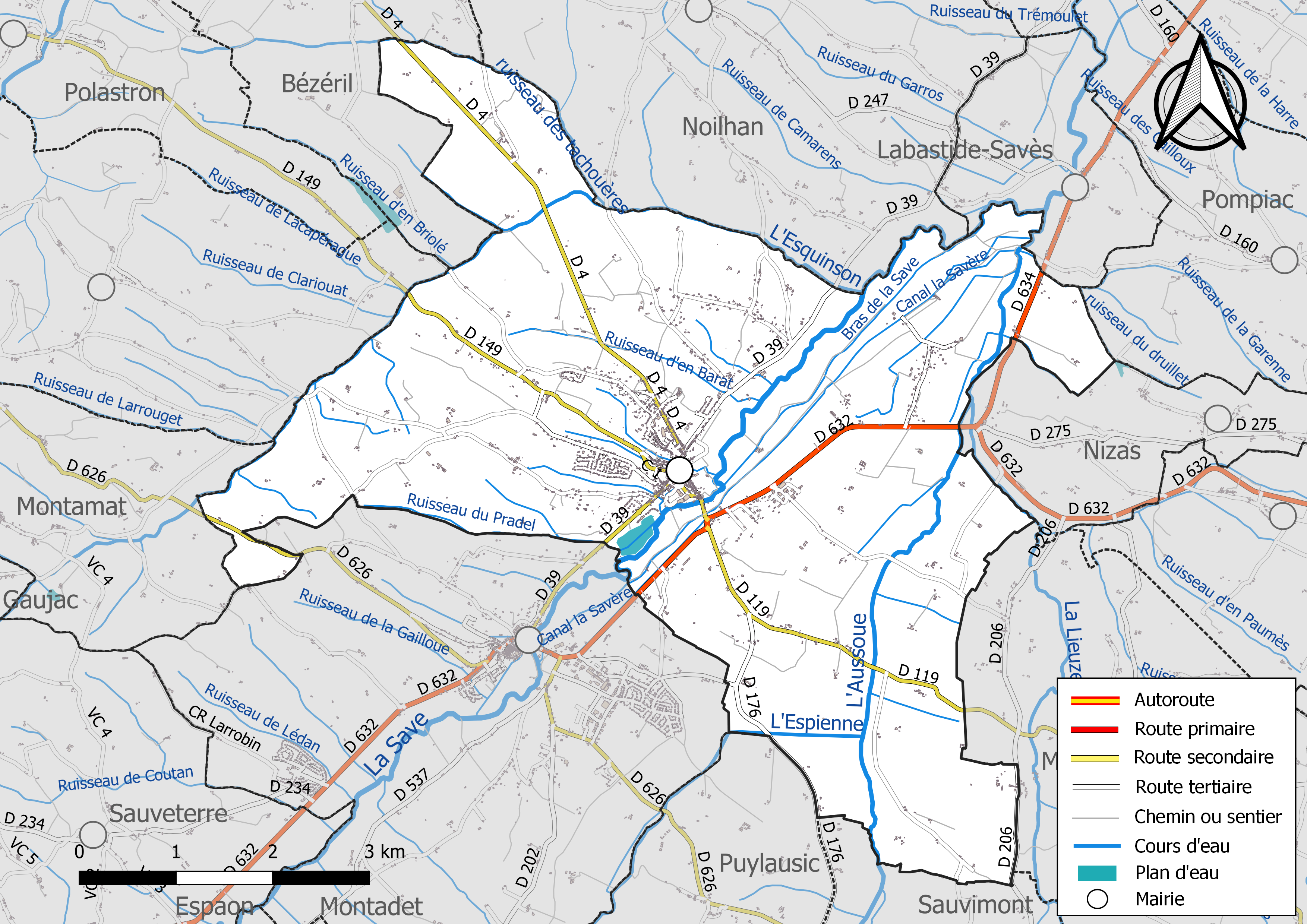
Réseaux hydrographique et routier de Samatan.

La commune est dans le bassin de la Garonne, au sein du bassin hydrographique Adour-Garonne. Elle est drainée par la Save, l'Aussoue, la Lieuze, l'Espienne, l'Esquinson, le ruisseau des tachouères, un bras de la Save, la canal la Savère, le ruisseau de la Garenne, le ruisseau de la Hount, le ruisseau d'en Barat, le ruisseau d'en Briolé et par divers petits cours d'eau, qui constituent un réseau hydrographique de 56 km de longueur totale,.
La Save, d'une longueur totale de 143 km, prend sa source dans la commune de Lannemezan et s'écoule du sud-ouest vers le nord-est. Elle traverse la commune et se jette dans la Garonne à Grenade, après avoir traversé 46 communes.
L'Aussoue, d'une longueur totale de 33,7 km, prend sa source dans la commune de Lilhac et s'écoule du sud-ouest vers le nord-est. Il traverse la commune et se jette dans La Save à Labastide-Savès, après avoir traversé 16 communes.
La Lieuze, d'une longueur totale de 15,9 km, prend sa source dans la commune du Pin-Murelet et s'écoule vers le nord. Elle traverse la commune et se jette dans l'Aussoue à Nizas, après avoir traversé 8 communes.
L'Espienne, d'une longueur totale de 17,5 km, prend sa source dans la commune de Saint-Frajou et s'écoule du sud-ouest vers le nord-est. Il traverse la commune et se jette dans l'Aussoue sur le territoire communal, après avoir traversé 9 communes.
L'Esquinson, d'une longueur totale de 13,8 km, prend sa source dans la commune de Sauveterre et s'écoule du sud-ouest vers le nord-est. Il traverse la commune et se jette dans la Save sur le territoire communal, après avoir traversé 7 communes.

### Climat
Pour des articles plus généraux, voir Climat de l'Occitanie et Climat du Gers.
En 2010, le climat de la commune est de type climat du Bassin du Sud-Ouest, selon une étude s'appuyant sur une série de données couvrant la période 1971-2000. En 2020, Météo-France publie une typologie des climats de la France métropolitaine dans laquelle la commune est exposée à un climat océanique altéré et est dans la région climatique Aquitaine, Gascogne, caractérisée par une pluviométrie abondante au printemps, modérée en automne, un faible ensoleillement au printemps, un été chaud (19,5 °C), des vents faibles, des brouillards fréquents en automne et en hiver et des orages fréquents en été (15 à 20 jours).
Pour la période 1971-2000, la température annuelle moyenne est de 13 °C, avec une amplitude thermique annuelle de 15,9 °C. Le cumul annuel moyen de précipitations est de 700 mm, avec 9,4 jours de précipitations en janvier et 5,9 jours en juillet. Pour la période 1991-2020, la température moyenne annuelle observée sur la station météorologique la plus proche, située sur la commune de Lahas à 8 km à vol d'oiseau, est de 13,9 °C et le cumul annuel moyen de précipitations est de 633,5 mm,. Pour l'avenir, les paramètres climatiques de la commune estimés pour 2050 selon différents scénarios d’émission de gaz à effet de serre sont consultables sur un site dédié publié par Météo-France en novembre 2022.

### Milieux naturels et biodiversité

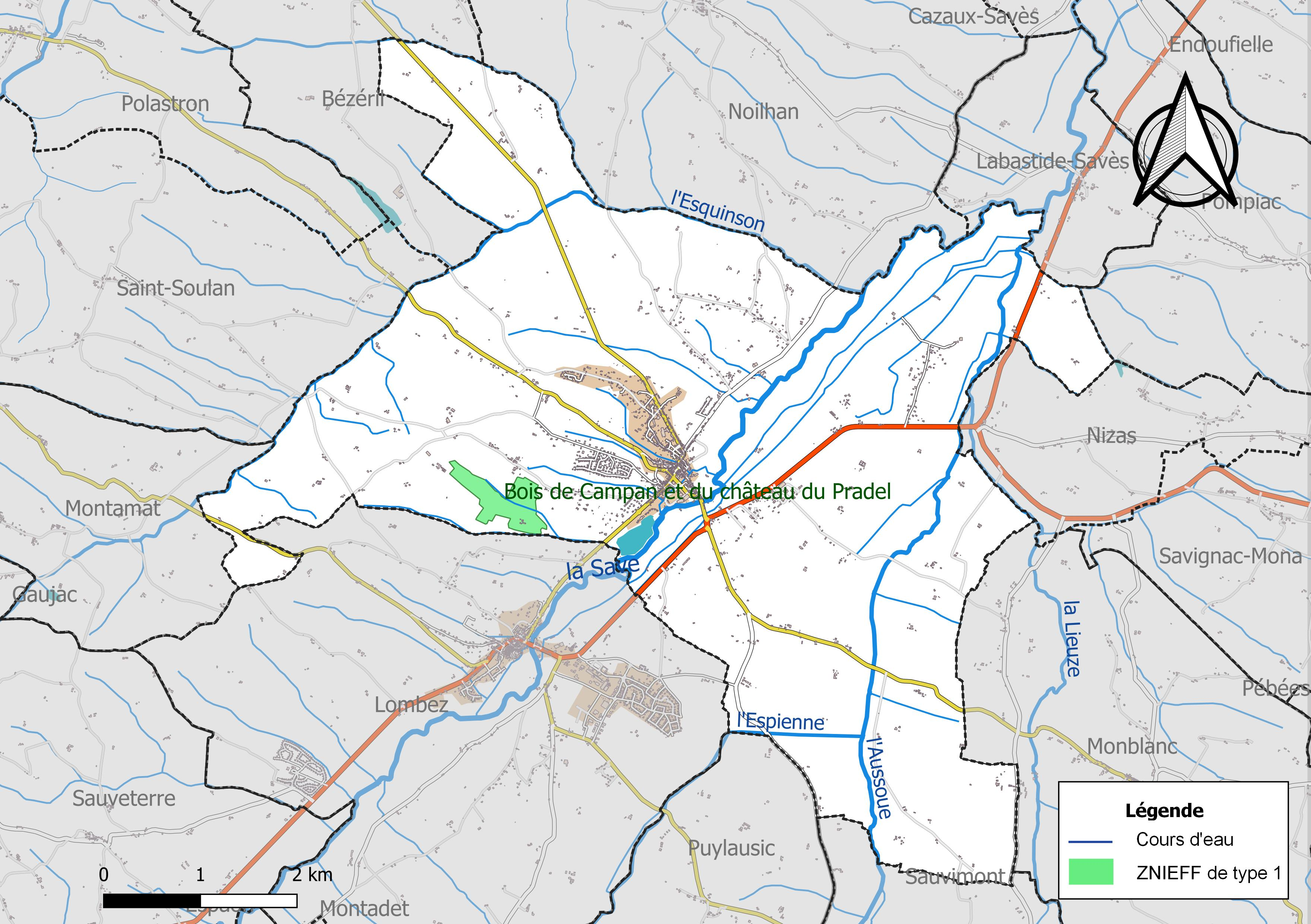
Carte de la ZNIEFF de type 1 localisée sur la commune.

L’inventaire des zones naturelles d'intérêt écologique, faunistique et floristique (ZNIEFF) a pour objectif de réaliser une couverture des zones les plus intéressantes sur le plan écologique, essentiellement dans la perspective d’améliorer la connaissance du patrimoine naturel national et de fournir aux différents décideurs un outil d’aide à la prise en compte de l’environnement dans l’aménagement du territoire.
Une ZNIEFF de type 1 est recensée sur la commune :
les « bois de Campan et du château du Pradel » (31 ha).

## Urbanisme

### Typologie
Au 1er janvier 2024, Samatan est catégorisée bourg rural, selon la nouvelle grille communale de densité à sept niveaux définie par l'Insee en 2022.
Elle appartient à l'unité urbaine de Samatan, une unité urbaine monocommunale constituant une ville isolée,. Par ailleurs la commune fait partie de l'aire d'attraction de Toulouse, dont elle est une commune de la couronne,. Cette aire, qui regroupe 527 communes, est catégorisée dans les aires de 700 000 habitants ou plus (hors Paris),.

### Occupation des sols
L'occupation des sols de la commune, telle qu'elle ressort de la base de données européenne d’occupation biophysique des sols Corine Land Cover (CLC), est marquée par l'importance des territoires agricoles (94,3 % en 2018), en diminution par rapport à 1990 (96,4 %). La répartition détaillée en 2018 est la suivante : 
terres arables (84,9 %), zones agricoles hétérogènes (9,4 %), zones urbanisées (4 %), forêts (1,7 %). L'évolution de l’occupation des sols de la commune et de ses infrastructures peut être observée sur les différentes représentations cartographiques du territoire : la carte de Cassini (XVIIIe siècle), la carte d'état-major (1820-1866) et les cartes ou photos aériennes de l'IGN pour la période actuelle (1950 à aujourd'hui).

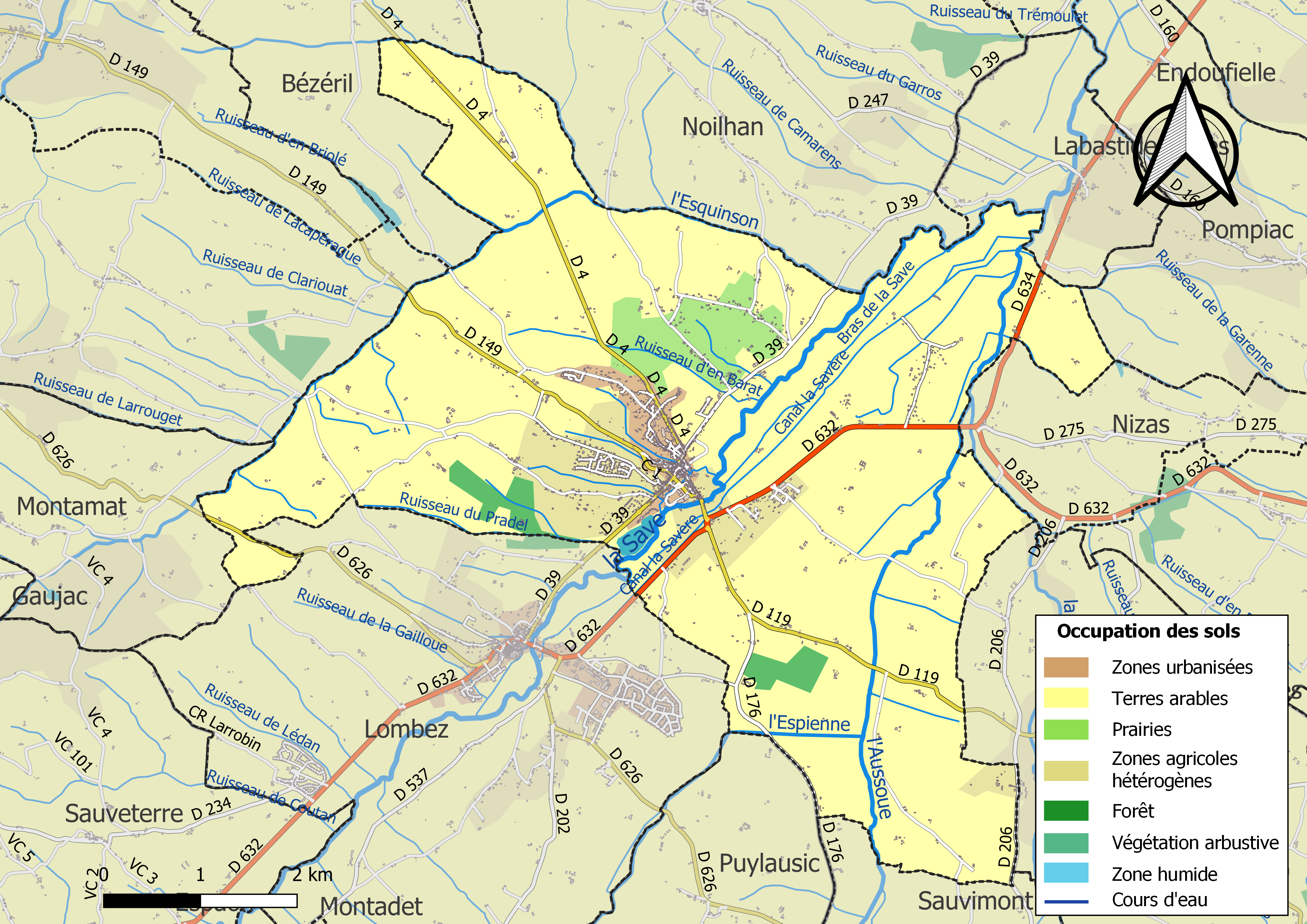
Carte des infrastructures et de l'occupation des sols de la commune en 2018 (CLC).

### Voies de communication et transports
Principaux accès : par la route départementale D 632 qui rejoint Saint-Lys vers l'Est et Lombez en direction du Sud (ancienne route nationale 632), par la route départementale D 149 qui rejoint Auch ou encore par la D 119 en direction de Monblanc et Rieumes. À la sortie de la ville, la route départementale D 39, qui borde le lit de la Save depuis Cazaux-Savès, rejoint directement le centre historique de Lombez.
La ligne 365 du réseau liO Arc-en-Ciel relie la commune à la gare routière de Toulouse depuis Boulogne-sur-Gesse, et la ligne 954 du réseau liO relie la commune à la gare de L'Isle-Jourdain depuis Lombez.

### Risques majeurs
Le territoire de la commune de Samatan est vulnérable à différents aléas naturels : météorologiques (tempête, orage, neige, grand froid, canicule ou sécheresse), inondations et séisme (sismicité très faible). Il est également exposé à un risque technologique, la rupture d'une digue. Un site publié par le BRGM permet d'évaluer simplement et rapidement les risques d'un bien localisé soit par son adresse soit par le numéro de sa parcelle.

#### Risques naturels
Certaines parties du territoire communal sont susceptibles d’être affectées par le risque d’inondation par débordement de cours d'eau, notamment la Save, l'Aussoue, l'Esquinson, l'Espienne et la Lieuze. La cartographie des zones inondables en ex-Midi-Pyrénées réalisée dans le cadre du XIe Contrat de plan État-région, visant à informer les citoyens et les décideurs sur le risque d’inondation, est accessible sur le site de la DREAL Occitanie. La commune a été reconnue en état de catastrophe naturelle au titre des dommages causés par les inondations et coulées de boue survenues en 1988, 1989, 1993, 1999, 2000, 2009, 2012, 2014 et 2018,.

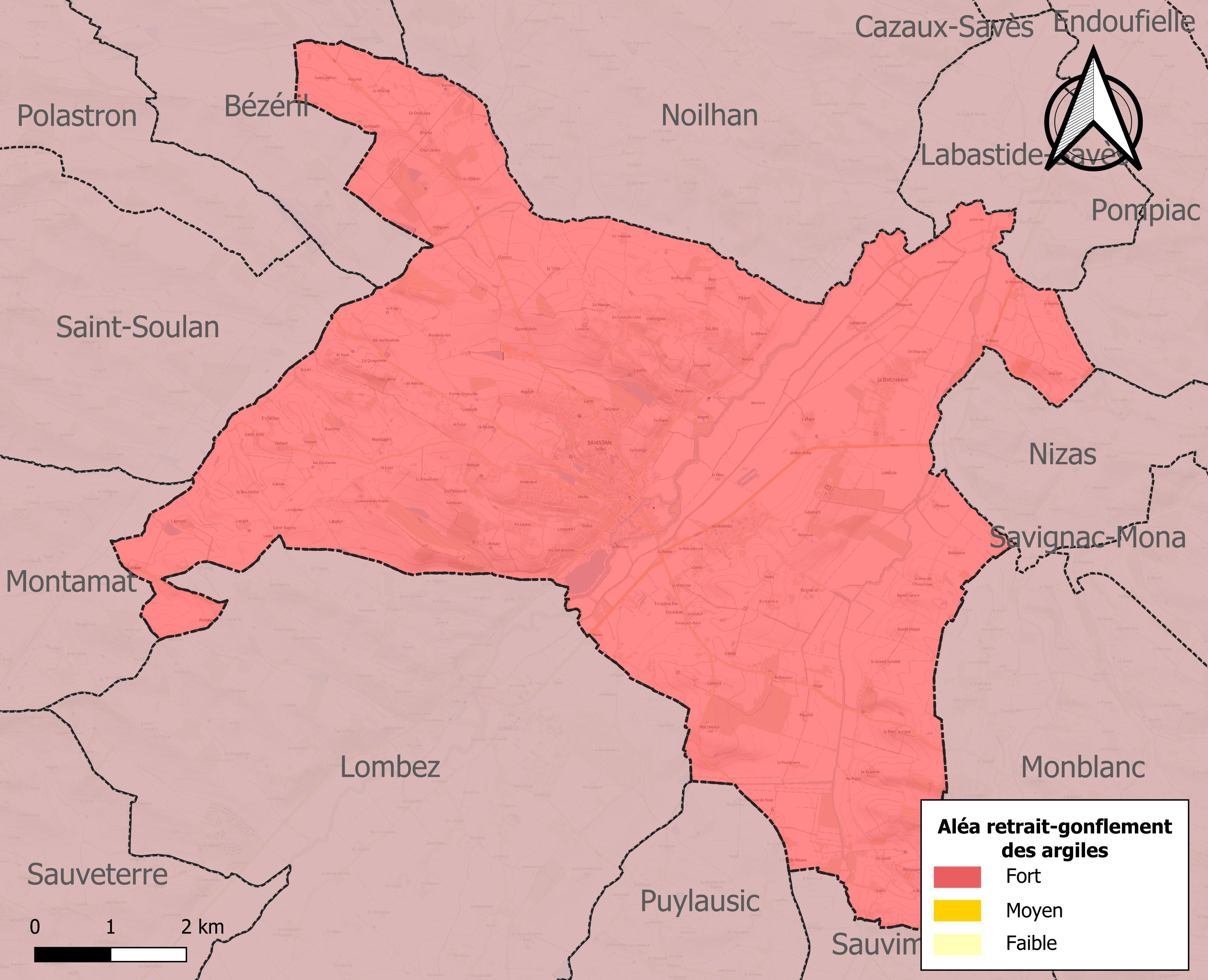
Carte des zones d'aléa retrait-gonflement des sols argileux de Samatan.

Le retrait-gonflement des sols argileux est susceptible d'engendrer des dommages importants aux bâtiments en cas d’alternance de périodes de sécheresse et de pluie. La totalité de la commune est en aléa moyen ou fort (94,5 % au niveau départemental et 48,5 % au niveau national). Sur les 1 091 bâtiments dénombrés sur la commune en 2019, 1 091 sont en aléa moyen ou fort, soit 100 %, à comparer aux 93 % au niveau départemental et 54 % au niveau national. Une cartographie de l'exposition du territoire national au retrait gonflement des sols argileux est disponible sur le site du BRGM,.
Par ailleurs, afin de mieux appréhender le risque d’affaissement de terrain, l'inventaire national des cavités souterraines permet de localiser celles situées sur la commune.
Concernant les mouvements de terrains, la commune a été reconnue en état de catastrophe naturelle au titre des dommages causés par la sécheresse en 1989, 1993, 1998, 2002, 2003, 2016 et 2017 et par des mouvements de terrain en 1999.

#### Risques technologiques
Des digues sont présentes sur le territoire communal. En cas de destruction partielle ou totale de l'une d'entre elles soit par surverse, soit par effet de renard, soit par affouillement de sa base, soit par rupture d'ensemble progressive ou brutale, des dégâts importants peuvent être occasionnés aux habitations et personnes situées sur le parcours de l'onde de submersion. Le risque est en principe pris en compte dans les documents d'urbanisme. Il n'existe par contre pas de système d'alerte en cas de rupture de digue.

## Toponymie
Samatan étant en Gascogne, la plupart des lieux-dits y sont explicables par le gascon, par exemple Escoubas, la Batcrabère, las Téchénères, Portoteni, Tépérot, As Boussuts, le Bernissa, le Brana, le Castex, le Herrolèbe, le Tépé, les Péchédés, les Tachouères, Cantegraouille, la Hontette, le Couloumé, En Pérès, En Cago-rèdé, En Sahuquet, la Hount, la Lanne, le Tuco...

## Histoire
Samatan a conservé peu de choses de son passé. C'est un ancien village castral, fief des comtes de Comminges, dont le château a totalement disparu. Jusqu'à la Révolution, Samatan fut une châtellenie du comté de Comminges.
Samatan a été ravagée par le Prince Noir en 1355 lors de la guerre de Cent Ans et les rescapés allèrent alors grossir la population de Lombez, distant d'à peine deux kilomètres et qui avait été épargnée par la chevauchée du Prince Noir car c'était un évêché, contrairement à Samatan, ville commerçante.

## Politique et administration

### Administration municipale
Le nombre d'habitants au recensement de 2011 étant compris entre 1 500 habitants et 2 499 habitants, le nombre de membres du conseil municipal pour l'élection de 2014 est de dix neuf,.

### Rattachements administratifs et électoraux
Commune faisant partie de l'arrondissement d'Auch, de la Communauté de communes du Savès et du canton de Val de Save (avant le redécoupage départemental de 2014, Samatan était le chef lieu de l'ex-canton de Samatan).

## Population et société

### Démographie
L'évolution du nombre d'habitants est connue à travers les recensements de la population effectués dans la commune depuis 1793. Pour les communes de moins de 10 000 habitants, une enquête de recensement portant sur toute la population est réalisée tous les cinq ans, les populations de référence des années intermédiaires étant quant à elles estimées par interpolation ou extrapolation. Pour la commune, le premier recensement exhaustif entrant dans le cadre du nouveau dispositif a été réalisé en 2006.

En 2022, la commune comptait 2 478 habitants, en évolution de +4,21 % par rapport à 2016 (Gers : +1,04 %, France hors Mayotte : +2,11 %).
| 1793  | 1800  | 1806  | 1821  | 1831  | 1841  | 1846  | 1851  | 1856  |
| ----- | ----- | ----- | ----- | ----- | ----- | ----- | ----- | ----- |
| 1 400 | 1 641 | 1 850 | 1 882 | 1 930 | 2 232 | 2 225 | 2 255 | 2 203 |

| 1861  | 1866  | 1872  | 1876  | 1881  | 1886  | 1891  | 1896  | 1901  |
| ----- | ----- | ----- | ----- | ----- | ----- | ----- | ----- | ----- |
| 2 135 | 2 378 | 2 348 | 2 463 | 2 477 | 2 363 | 2 369 | 2 259 | 2 252 |

| 1906  | 1911  | 1921  | 1926  | 1931  | 1936  | 1946  | 1954  | 1962  |
| ----- | ----- | ----- | ----- | ----- | ----- | ----- | ----- | ----- |
| 2 182 | 2 085 | 1 881 | 1 929 | 1 807 | 1 836 | 1 847 | 1 888 | 1 910 |

| 1968  | 1975  | 1982  | 1990  | 1999  | 2006  | 2011  | 2016  | 2021  |
| ----- | ----- | ----- | ----- | ----- | ----- | ----- | ----- | ----- |
| 1 934 | 1 840 | 1 831 | 1 716 | 1 832 | 2 130 | 2 350 | 2 378 | 2 429 |

| 2022  | - | - | - | - | - | - | - | - |
| ----- | - | - | - | - | - | - | - | - |
| 2 478 | - | - | - | - | - | - | - | - |

| selon la population municipale des années : | 1968 | 1975 | 1982 | 1990 | 1999 | 2006 | 2009 | 2013 |
| Rang de la commune dans le département      | 11   | 12   | 11   | 13   | 12   | 11   | 11   | 11   |
| Nombre de communes du département           | 466  | 462  | 462  | 462  | 463  | 463  | 463  | 463  |

### Enseignement
La ville de Samatan dispose d'un groupe scolaire (toutes classes maternelles et élémentaires), d'un collège (François de Belleforest) et d'un lycée professionnel : le lycée Clément Ader.
Elle dispose également d'une médiathèque 

### Manifestations culturelles et festivités
Marchés
- Marché au foie gras : les lundis matin d'octobre à avril ;
- Marché de volailles vivantes : tous les lundis matin ;
- Foire au matériel agricole le troisième week-end de mars.

Festivités
- Vide-grenier le troisième week-end de mars ;
- La Semaine verte : semaine d'animations, expositions, projections et conférences - débats, autour de l'environnement et de la ruralité. troisième semaine de mars ;
- soirées gourmandes : 2 soirées en juillet et 2 soirées en août avec repas de rue proposés par les producteurs locaux, animations musicales, etc. ;
- festival de théâtre la troisième semaine de juillet : théâtre de rue, spectacles, stages , etc. ;
- Sam'Africa : festival de musique africaine (musique, stages, expositions) qui se déroule le deuxième week-end de septembre ;
- Salon de l'automobile, en octobre ;
- Gasconh'a Table, salon, rencontres et démonstrations en gastronomie, le dernier week-end de novembre  concours départemental des producteurs de foie gras, repas de galas , etc.

### Santé
La ville de Samatan, malgré son implantation rurale, dispose d'une véritable offre en matière de santé : plusieurs médecins généralistes (seuls ou en regroupements), une clinique de chirurgiens dentaires, un cabinet de radiologie, un laboratoire d'analyses, une clinique de kinésithérapie (dotée d'une piscine pour soins aquatiques), des ostéopathes, une naturopathe.

### Sports
Le 16 juillet 2012, la ville accueillait le départ de la 15e étape du Tour de France 2012, qui eut pour arrivée la ville de Pau.
La ville est, avec sa voisine Lombez, le siège du Lombez-Samatan-Club de rugby, club amateur et surtout club formateur (l'école de rugby, du niveau mini-poussins au niveau juniors, possède l'un des plus importants effectifs du comité Armagnac-Bigorre).
L'équipe fanion du club a connu des heures de gloire (années 1970 et 80) en jouant, sans démériter, en championnat national contre des clubs de grandes villes : Racing Club de Toulon, Stade Toulousain, A.S. Béziers, R.C. Narbonne, C.A.Brive, Mont-de-Marsan, PUC, etc.
Pour la saison 2018-2019, l'équipe 1 seniors du club évolue en championnat de France de fédérale 2.
La ville dispose aussi d'un club de tennis (tournoi en juillet), d'une piscine récente, d'un club de pétanque doté d'un boulodrome couvert, d'un pas de tir à l'arc, d'un groupe de cyclotourisme et, toujours avec sa voisine Lombez, d'un club de Handball (équipes masculines et féminines).

### Écologie et recyclage
La collecte et le traitement des déchets des ménages et des déchets assimilés ainsi que la protection et la mise en valeur de l'environnement se font dans le cadre du syndicat intercommunal de collecte et de traitement des ordures ménagères (SICTOM).

## Économie

### Revenus
En 2018  (données Insee publiées en septembre 2021), la commune compte 1 096 ménages fiscaux, regroupant 2 306 personnes. La médiane du revenu disponible par unité de consommation est de 22 460 € (20 820 € dans le département). 49 % des ménages fiscaux sont imposés (43,9 % dans le département).

### Emploi
|                | 2008  | 2013  | 2018  |
| -------------- | ----- | ----- | ----- |
| Commune        | 5,4 % | 5,6 % | 8,5 % |
| Département    | 6,1 % | 7,5 % | 8,2 % |
| France entière | 8,3 % | 10 %  | 10 %  |

En 2018, la population âgée de 15 à 64 ans s'élève à 1 313 personnes, parmi lesquelles on compte 78,2 % d'actifs (69,6 % ayant un emploi et 8,5 % de chômeurs) et 21,8 % d'inactifs,. En  2018, le taux de chômage communal (au sens du recensement) des 15-64 ans est supérieur à celui du département, mais inférieur à celui de la France, alors qu'il était inférieur à celui du département et de la France en 2008.
La commune fait partie de la couronne de l'aire d'attraction de Toulouse, du fait qu'au moins 15 % des actifs travaillent dans le pôle,. Elle compte 1 036 emplois en 2018, contre 1 027 en 2013 et 982 en 2008. Le nombre d'actifs ayant un emploi résidant dans la commune est de 933, soit un indicateur de concentration d'emploi de 111 % et un taux d'activité parmi les 15 ans ou plus de 53 %.
Sur ces 933 actifs de 15 ans ou plus ayant un emploi, 373 travaillent dans la commune, soit 40 % des habitants. Pour se rendre au travail, 84,7 % des habitants utilisent un véhicule personnel ou de fonction à quatre roues, 0,9 % les transports en commun, 7,7 % s'y rendent en deux-roues, à vélo ou à pied et 6,7 % n'ont pas besoin de transport (travail au domicile).

### Activités hors agriculture

#### Secteurs d'activités
303 établissements sont implantés  à Samatan au 31 décembre 2019. Le tableau ci-dessous en détaille le nombre par secteur d'activité et compare les ratios avec ceux du département,.
| Secteur d'activité                                                                                        | Commune | Commune | Département |
| Secteur d'activité                                                                                        | Nombre  | %       | %           |
| --- | ------- | ------- | ----------- |
| Ensemble                                                                                                  | 303     | 100 %   | (100 %)     |
| Industrie manufacturière, industries extractives et autres                                                | 28      | 9,2 %   | (12,3 %)    |
| Construction                                                                                              | 42      | 13,9 %  | (14,6 %)    |
| Commerce de gros et de détail, transports, hébergement et restauration                                    | 78      | 25,7 %  | (27,7 %)    |
| Information et communication                                                                              | 7       | 2,3 %   | (1,8 %)     |
| Activités financières et d'assurance                                                                      | 8       | 2,6 %   | (3,5 %)     |
| Activités immobilières                                                                                    | 14      | 4,6 %   | (5,2 %)     |
| Activités spécialisées, scientifiques et techniques et activités de services administratifs et de soutien | 42      | 13,9 %  | (14,4 %)    |
| Administration publique, enseignement, santé humaine et action sociale                                    | 54      | 17,8 %  | (12,3 %)    |
| Autres activités de services                                                                              | 30      | 9,9 %   | (8,3 %)     |

Le secteur du commerce de gros et de détail, des transports, de l'hébergement et de la restauration est prépondérant sur la commune puisqu'il représente 25,7 % du nombre total d'établissements de la commune (78 sur les 303 entreprises implantées  à Samatan), contre 27,7 % au niveau départemental.

#### Entreprises et commerces
Les cinq entreprises ayant leur siège social sur le territoire communal qui génèrent le plus de chiffre d'affaires en 2020 sont : 
- Samatandis, supermarchés (5 831 k€)
- ETS Chauche, commerce de détail de quincaillerie, peintures et verres en grandes surfaces (400 m2 et plus) (2 050 k€)
- Reseau Motival, conseil pour les affaires et autres conseils de gestion (1 203 k€)
- Société Commerciale Construction Bâtiment Piscines - Sccobapi, commerce de gros (commerce interentreprises) de bois et de matériaux de construction (659 k€)
- Chaussures Bei, commerce de détail de la chaussure (546 k€)

La plus grande partie de la population active se livre à l’agriculture, céréales traditionnelles : blé, orge, maïs, oléagineux ; élevage important : vaches, veaux, porcs, poules, dindes, canards et oies dont les confits et foies gras sont aussi renommés.
L'activité est aussi tournée sur le tourisme vert. Samatan offre une  zone de loisirs de 17 hectares, aménagée en bordure d'un lac de 9 hectares possédant une plage de sable fin. Le plan d'eau est situé à la sortie de Samatan, sur la route de Lombez.
Samatan est la « capitale de l'or rose » dite aussi la « Mecque du foie gras ». En effet, du 1er octobre jusqu'à fin avril, se tient tous les lundis, le marché au gras. Plus qu'un marché, il s'agit en fait d'une foire, d'une fête bruyante et colorée. Les étalages se mesurent en kilomètres et les ventes de foie par tonnes (jusqu'à 3 tonnes).
C'est le plus important marché au foie gras du Gers voire de France[réf. nécessaire].
La foire suit toujours le même rituel : les producteurs se pressent aux portes des halles et attendent fébrilement 8 h, heure à laquelle on procède à l'installation des foies et du pesage. À 10 h, les portes s'ouvrent pour les acheteurs. À 11 h 45, ouverture du marché des oies et des canards pleins (avec leurs foies). Toutes ces transactions donnent lieu à des accords de vente et des marchandages obéissant à des lois de marché particulières.
Il existe d'autres marchés au gras importants dans le Gers : à Seissan, le vendredi matin avec les mêmes horaires ; à Gimont, le dimanche matin de novembre à avril à partir de 10 h.

### Agriculture
La commune est dans l'Astarac, une petite région agricole englobant tout le Sud du département du Gers, un quart de sa superficie, et correspondant au pied de lʼéventail gascon. En 2020, l'orientation technico-économique de l'agriculture  sur la commune est la culture de céréales et/ou d'oléoprotéagineuses.
|               | 1988  | 2000  | 2010  | 2020  |
| ------------- | ----- | ----- | ----- | ----- |
| Exploitations | 97    | 59    | 55    | 39    |
| SAU (ha)      | 2 902 | 3 079 | 3 351 | 2 761 |

Le nombre d'exploitations agricoles en activité et ayant leur siège dans la commune est passé de 97 lors du recensement agricole de 1988  à 59 en 2000 puis à 55 en 2010 et enfin à 39 en 2020, soit une baisse de 60 % en 32 ans. Le même mouvement est observé à l'échelle du département qui a perdu pendant cette période 51 % de ses exploitations,. La surface agricole utilisée sur la commune a également diminué, passant de 2 902 ha en 1988 à 2 761 ha en 2020. Parallèlement la surface agricole utilisée moyenne par exploitation a augmenté, passant de 30 à 71 ha.

## Culture locale et patrimoine

### Lieux et monuments
- Église Saint-Jean-Baptiste de style néo-gothique dans laquelle se trouvent les fresques de 1925 du peintre toulousain Galey représentant la vie de sainte Germaine de Pibrac. Plusieurs objets (buste-reliquaires, tableaux) sont référencer dans la Médiathèque de l'architecture et du patrimoine[45].
- Chapelle de la maison de retraite de Samatan.
- La place principale est située devant l'hôtel de ville et comprend une fontaine en brique (inscrite à l'inventaire des monuments historiques du Gers) ornée de terres cuites, datant de 1850.
- Le Pradel, belle demeure gasconne du XVe siècle, maison natale de François de Belleforest.
- Le château de Latour est situé à 3 km au nord - nord-est de Samatan par la D 632.

La tradition attribue à un membre de la famille Pellegrin, gouverneur de Samatan,la reconstruction du château dans les années 1697. Acquis par la famille Belloc, membres du parlement de Toulouse, il fut alors transformé dans le gout du style Louis XVI.
L'esplanade est précédée par deux pigeonniers jumeaux de type gascon, c'est-à-dire de plan carré sur des arcades, couronné par un toit pyramidal à quatre pentes égales avec des tuiles plates à forte déclivité dont le couronnement se compose d'épis en céramique. Les lucarnes d'envol sont orientées vers l'est et le sud, c'est-à-dire non exposées aux actions des vents et tournées vers le maximum d'ensoleillement. Elles sont pourvues d'ouvertures rondes de 10 à 12 centimètres de diamètre afin d'éviter l'accès aux oiseaux de proie. Les corniches en saillie font un barrage aux rongeurs.
La cour d'honneur du château est encadrée de deux ailes parallèles en rez-de-chaussée en équerre, postérieures au corps de logis aux extrémités duquel elles viennent se greffer. Celui-ci est double, à étage et attique. Il est flanqué de tourelles.
Au sud-est du bâtiment, les communs s'élèvent autour d'une cour en forme de U.
L'ensemble des constructions est en grandes briques, avec des élévations ponctuées de pilastres doriques, de corniches, de ressauts légers et, enfin, de larges baies. Les terres cuites sont de qualité. Les toitures sont très douces à tuiles creuses, la tuile plate à crochets n'apparait que dans la couverture des pavillons très aigus.
À l'intérieur du château, on peut admirer la grande cage d'escalier avec sa rampe en fer forgé réalisé par Bertin de Samatan en 1791 dans un style de transition entre le style rocaille et le style néo-classique. Les cheminées sont en stuc de style Louis XVI.
Belle chapelle à décor de pilastres ioniques et de panneaux en trompe-l'œil.

### Personnalités liées à la commune
- Bertrand de Chanac (?-1401) : recteur de l'église de Samatan au XIVe siècle ;
- François de Belleforest (1530-1583) : écrivain et traducteur né à Samatan ;
- Honoré Dambielle (1873-1930) : curé de Samatan, écrivain régionaliste, imprimeur
- Yves Duffaut (1932-) : joueur de rugby à XV né à Samatan ;
- Serge Marsolan (1945-) : joueur de rugby à XIII né à Samatan ;
- André Guerlin (1911- 1998) : homme politique né à Samatan ;
- Pierre Galin (1786-1821) : musicien né à Samatan ;
- Louis Germain Duplan (1759-?) homme politique né à Samatan ;
- Marcel Dartigues (1923-2013) : Résistant né à Samatan.

### Héraldique
| Blason de Samatan | Blason  | Écartelé de gueules à quatre otelles d'argent posées en sautoir, et du premier à trois sceptres fleurdelisés d'or posés en pal et rangés en fasce, au chef cousu de France. DevisePietas et justicia                                                              |
| Blason de Samatan | Détails | Le statut officiel du blason reste à déterminer. |
| Blason de Samatan | Alias   | Écartelé d'or à trois pals de gueules et de gueules à quatre otelles d'argent posées en sautoir ; à l'écusson de France brochant sur le tout. |
| Blason de Samatan | Alias   | Écartelé: aux 1er et 4e d'argent à quatre otelles de sinople appointées et posées en sautoir, aux 2e et 3e de gueules à trois sceptres fleurdelisés d'or, posés en pal et rangés en fasce; le tout sommé d'un chef d'azur chargé de trois fleurs de lis d'argent. |